# Diocesi di Helsingør
La diocesi di Helsingør (in danese: Helsingør Stift) è una diocesi della chiesa di Danimarca. La sede vescovile è presso la cattedrale di Sant'Olav, ad Helsingør, nell'Hovedstaden, Danimarca. Il vescovo attuale è Peter Birch.
La diocesi è stata fondata il 1º gennaio del 1961 scorporandone il territorio dalla diocesi di Copenaghen.

## Vescovi di Helsingør
- J.B. Leer-Andersen (1961 - 1980)
- Johannes Johansen (1980 - 1995)
- Lise-Lotte Rebel (1995 - 2021)
- Peter Birch (2021)